# Diệp Kiến Xuân
Diệp Kiến Xuân (tiếng Trung giản thể: 叶建春, bính âm Hán ngữ: Yè Jiàn Chūn, sinh tháng 7 năm 1965, người Hán) là chuyên gia thủy văn học, chính trị gia nước Cộng hòa Nhân dân Trung Hoa. Ông là Ủy viên Ủy ban Trung ương Đảng Cộng sản Trung Quốc khóa XX, hiện là Phó Bí thư Tỉnh ủy, Bí thư Đảng tổ, Tỉnh trưởng Chính phủ Nhân dân tỉnh Giang Tây. Ông nguyên là Phó Bí thư chuyên chức Tỉnh ủy Giang Tây, Phó Viện trưởng thứ nhất Học viện Cán bộ Tĩnh Cương Sơn Trung Quốc; Ủy viên Đảng tổ, Phó Bộ trưởng Bộ Thủy lợi kiêm Ủy viên Đảng tổ, Phó Bộ trưởng Bộ Quản lý khẩn cấp, Thư ký trưởng Bộ Chỉ huy Phòng chống lũ lụt và hạn hán Trung Quốc.
Diệp Kiến Xuân là Đảng viên Đảng Cộng sản Trung Quốc, học vị Cử nhân Kiến trúc công trình Thủy điện và Thủy lợi, Thạc sĩ Thủy văn và Tài nguyên nước, Tiến sĩ Kỹ thuật, học hàm Giáo sư, Cao cấp công trình sư với sự nghiệp lâu dài công tác ngành thủy lợi Trung Quốc.

## Xuất thân và giáo dục
Diệp Kiến Xuân sinh tháng 7 năm 1965 tại huyện Chu Ninh, địa cấp thị Ninh Đức, tỉnh Phúc Kiến, Cộng hòa Nhân dân Trung Hoa. Ông lớn lên và tốt nghiệp phổ thông ở quê nhà. Tháng 9 năm 1980, ông tới thủ phủ Nam Kinh, tỉnh Giang Tô, nhập học Học viện Thủy lợi Hoa Đông (华东水利学院, nay là Đại học Hà Hải), đại học trọng điểm quốc gia về đào tạo ngành thủy lợi, tốt nghiệp Cử nhân chuyên ngành Kiến trúc công trình Thủy điện và Thủy lợi vào tháng 8 năm 1984. Tháng 12 năm 1985, ông được kết nạp Đảng Cộng sản Trung Quốc. Tháng 6 năm 1997, ông trở lại Đại học Hà Hải, theo học cao học và nhận bằng Thạc sĩ chuyên ngành Khoa học Quản lý và Công trình thủy lợi vào tháng 9 năm 1999. Sau đó, ông tiếp tục là nghiên cứu sinh khoa học xuyên suốt từ tháng 9 năm 2001 đến tháng 4 năm 2008 về lĩnh vực thủy văn và tài nguyên nước tại Học viện Tài nguyên nước và Môi trường, bảo vệ thành công luận án tiến sĩ và nhận bằng Tiến sĩ Kỹ thuật. Trong quá trình hoạt động về lĩnh vực giáo dục tại đơn vị sự nghiệp công lập, ông được phong hàm Giáo sư, Cao cấp công trình sư về thủy văn và tài nguyên nước.

## Sự nghiệp

### Các giai đoạn
Tháng 8 năm 1984, sau khi tốt nghiệp đại học, Diệp Kiến Xuân bắt đầu sự nghiệp của mình khi được tuyển dụng vào Viện nghiên cứu Thiết kế và Khám trắc Thượng Hải (上海勘测设计研究院) lúc 19 tuổi. Viện nghiên cứu này có tên chính xác là Công ty trách nhiệm hữu hạn Viện nghiên cứu Thiết kế và Khám trắc Thượng Hải, là một doanh nghiệp nhà nước thuộc Tập đoàn Tam Hiệp Trường Giang, phụ trách lập kế hoạch và thiết kế nhà máy thủy điện quy mô lớn ở vùng hạ lưu Trường Giang. Ban đầu, ông là Chuyên viên Phòng Quy hoạch, sau đó được chuyển sang làm Chuyên viên Phòng Quản lý cấp ủy Đảng của Viện nghiên cứu. Tháng 4 năm 1991, ông là Phó Chủ nhiệm Cấp ủy Đảng Viện nghiên cứu, cấp phó xứ, huyện, và là Phó Trưởng phòng Kinh doanh của Viện nghiên cứu từ tháng 12 cùng năm. Tháng 10 năm 1994, ông là Trưởng phòng Kế hoạch kinh doanh Viện nghiên cứu.
Tháng 1 năm 1997, Diệp Kiến Xuân nhậm chức Trợ lý Viện trưởng Viện nghiên cứu, kiêm Trưởng phòng Phát triển kinh doanh của viện. Tháng 9 năm 1999, ông được bổ nhiệm làm Phó Viện trưởng Viện nghiên cứu, rồi được bầu làm Phó Bí thư Đảng ủy, thăng chức làm Viện trưởng Viện nghiên cứu Thiết kế và Khám trắc Thượng Hải từ tháng 12 năm 2003. Tháng 6 năm 2005, ông được điều về trung ương, nhậm chức Bí thư Đảng tổ, Cục trưởng Cục Quản lý lưu vực Thái Hồ, Bộ Thủy lợi Trung Quốc. Ông giữ vị trí này hơn 10 năm từ 2005 đến 2016. Tháng 6 năm 2016, ông được chuyển sang làm Ty trưởng Ty Tài vụ, Bộ Thủy lợi. Sau đó, tháng 2 năm 2017, Tổng lý Quốc vụ viện Lý Khắc Cường bổ nhiệm ông làm Ủy viên Đảng tổ, Phó Bộ trưởng Bộ Thủy lợi, và giữ vị trí này cho đến tháng 2 năm 2021. Trong thời gian là Phó Bộ trưởng Bộ Thủy lợi, ông cũng đảm nhiệm thêm một số chức vụ khác như Thư ký trưởng Bộ Chỉ huy Phòng chống lũ lụt và hạn hán Quốc gia Trung Quốc từ tháng 7 năm 2017 đến tháng 3 năm 2020; và đặc biệt là cương vị Ủy viên Đảng tổ, Phó Bộ trưởng Bộ Quản lý khẩn cấp từ tháng 3 năm 2018 đến tháng 1 năm 2020. Diệp Kiến Xuân từng là Phó Bộ trưởng của hai bộ là Bộ Thủy lợi và Bộ Quản lý khẩn cấp của Quốc vụ viện trong cùng một giai đoạn.

### Giang Tây
Tháng 2 năm 2021, Bộ Tổ chức, Ban Bí thư Trung ương Đảng họp bàn và điều động Diệp Kiến Xuân tới tỉnh Giang Tây, vào Ban Thường vụ Tỉnh ủy Giang Tây, nhậm chức Phó Bí thư chuyên chức Tỉnh ủy Giang Tây. Ông cũng kiêm nhiệm vị trí Phó Viện trưởng thứ nhất của Học viện Cán bộ Tĩnh Cương Sơn Trung Quốc (中国井冈山干部学院), công tác phụ tá Viện trưởng Trần Hi. Tháng 10 năm 2021, ông được chuyển từ Phó Bí thư chuyên chức sang Phó Bí thư, Bí thư Đảng tổ Chính phủ Nhân dân tỉnh Giang Tây. Vào ngày 21 tháng 10 năm 2021, cuộc họp lần thứ 33 của Ủy ban Thường vụ Đại hội đại biểu Nhân dân tỉnh Giang Tây khóa XIII đã được tổ chức tại Nam Xương, hội nghị quyết định bổ nhiệm ông làm Phó Tỉnh trưởng kiêm Quyền Tỉnh trưởng Chính phủ Nhân dân tỉnh Giang Tây. Ông chính thức là Tỉnh trưởng từ ngày 20 tháng 1 năm 2022, kế nhiệm và phối hợp với Dịch Luyện Hồng trong công tác lãnh đạo hành pháp, vị trí thứ hai của tỉnh Giang Tây. Vào thời điểm được bổ nhiệm làm Bí thư Đảng tổ Chính phủ Giang Tây, chuẩn bị cho vị trí Tỉnh trưởng Giang Tây, ông là lãnh đạo chính quyền cấp tỉnh trẻ tuổi nhất tại Trung Quốc ở tuổi 56, tuy nhiên, chỉ một ngày sau, tỉnh trưởng trẻ tuổi nhất được bổ nhiệm là Tỉnh trưởng Phúc Kiến Triệu Long, ở tuổi 54. Cuối năm 2022, ông tham gia Đại hội Đảng Cộng sản Trung Quốc lần thứ XX từ đoàn đại biểu Giang Tây. Trong quá trình bầu cử tại đại hội, ông được bầu là Ủy viên Ủy ban Trung ương Đảng Cộng sản Trung Quốc khóa XX.